# Wookey Hole Caves
Wookey Hole Caves är en grotta i Storbritannien.   Den ligger i grevskapet Somerset och riksdelen England, i den södra delen av landet, 180 km väster om huvudstaden London. Wookey Hole Caves ligger 75 meter över havet.
Terrängen runt Wookey Hole Caves är platt söderut, men norrut är den kuperad. Runt Wookey Hole Caves är det ganska tätbefolkat, med 144 invånare per kvadratkilometer. Trakten runt Wookey Hole Caves består i huvudsak av gräsmarker.